# Steve Hamilton (scrittore)
Steve Hamilton (Detroit, 20 gennaio 1961) è uno scrittore statunitense.

## Biografia
Nato a Detroit nel 1961, si è laureato all'Università del Michigan.
Dopo aver lavorato come sviluppatore presso l'IBM per dieci anni, ha esordito nel 1998 con il romanzo Un giorno freddo in paradiso inaugurando la serie poliziesca Alex McKnight giunta al 2018 all'undicesimo capitolo.
Nel corso della sua carriera è stato insignito di numerosi premi dedicati alla letteratura gialla quali l'Edgar Award, il Premio Shamus e il Barry.

## Opere

### Serie Alex McKnight
- Un giorno freddo in paradiso (A Cold Day in Paradise) (1998), Milano, Mondadori, 2001 traduzione di Marilena Caselli (Il Giallo Mondadori 2726)
- Winter of the Wolf Moon (2000)
- Il vento del cacciatore (The Hunting Wind) (2002), Milano, Mondadori, 2003 traduzione di Maria Gabriella Podestà (Il Giallo Mondadori 2825)
- North of Nowhere (2003)
- Blood is the Sky (2004)
- Ice Run (2005)
- A Stolen Season (2006)
- Beneath the Book Tower: An Alex McKnight Short Story (2011)
- Misery Bay (2011)
- Die a Stranger (2012)
- Let It Burn (2013)

### Serie Nick Mason
- The Second Life of Nick Mason (2016)
- Exit Strategy (A Nick Mason Novel) (2017)

### Altri romanzi
- Night Work (2007)
- Combinazione mortale (The Lock Artist) (2010), Milano - Firenze, Giunti, 2013 traduzione di Tania Spagnoli ISBN 978-88-09-77404-9

## Alcuni Riconoscimenti
- Premio Shamus Categoria miglior Opera Prima: 1999 per Un freddo giorno in paradiso
- Edgar Award Categoria Miglior primo romanzo di un autore americano: 1999 per Un freddo giorno in paradiso
- Edgar Award Categoria Miglior Romanzo: 2011 per Combinazione mortale
- Michigan Author Award: 2006
- Premio Alex: 2011 per Combinazione mortale
- Premio Barry per il miglior romanzo: 2011 per Combinazione mortale